# Министерство транспорта и инфраструктуры Турции
Министерство транспорта и инфраструктуры Турции — правительственное учреждение Турецкой Республики, ответственное за транспорт и инфраструктуру Турции.

## Структура
В состав министерства входят:
- Государственные железные дороги Турции
- Главное управление автомобильных дорог
- Подсекретариат по морским делам
- Главное управление прибрежной безопасности
- Главное управление турецкой почты
- Главное управление государственных аэропортов Турции
- Генеральный директорат гражданской авиации
- Тюрк Телеком
- Turksat

## Деятельность
Министерство ставит одной из основных задач охват скоростными поездами всей территории Турции. На февраль 2024 года высокоскоростные поезда курсируют на линиях Анкара — Эскишехир, Эскишехир — Стамбул, Конья — Караман и Анкара — Сивас.  Осуществляется строительство высокоскоростной ветки Кырыккале — Чорум — Самсун до черноморских провинций. Ветка сократит сообщение между Анкарой и Самсуном с 7 часов до 2 часов 45 минут.
Системой скоростного железнодорожного сообщения охвачены 8 из 81 провинции Турции.

## Министры
- Ахмет Арслан (24 мая 2016 — 9 июля 2018)[3]
- Мехмет Джахит Турхан (10 июля 2018 — 28 марта 2020)[4]
- Адиль Караисмаилоглу (28 марта 2020 — 3 июня 2023)[5]
- Абдулкадир Уралоглу (с 3 июня 2023)[6]